# Bhupesh Baghel

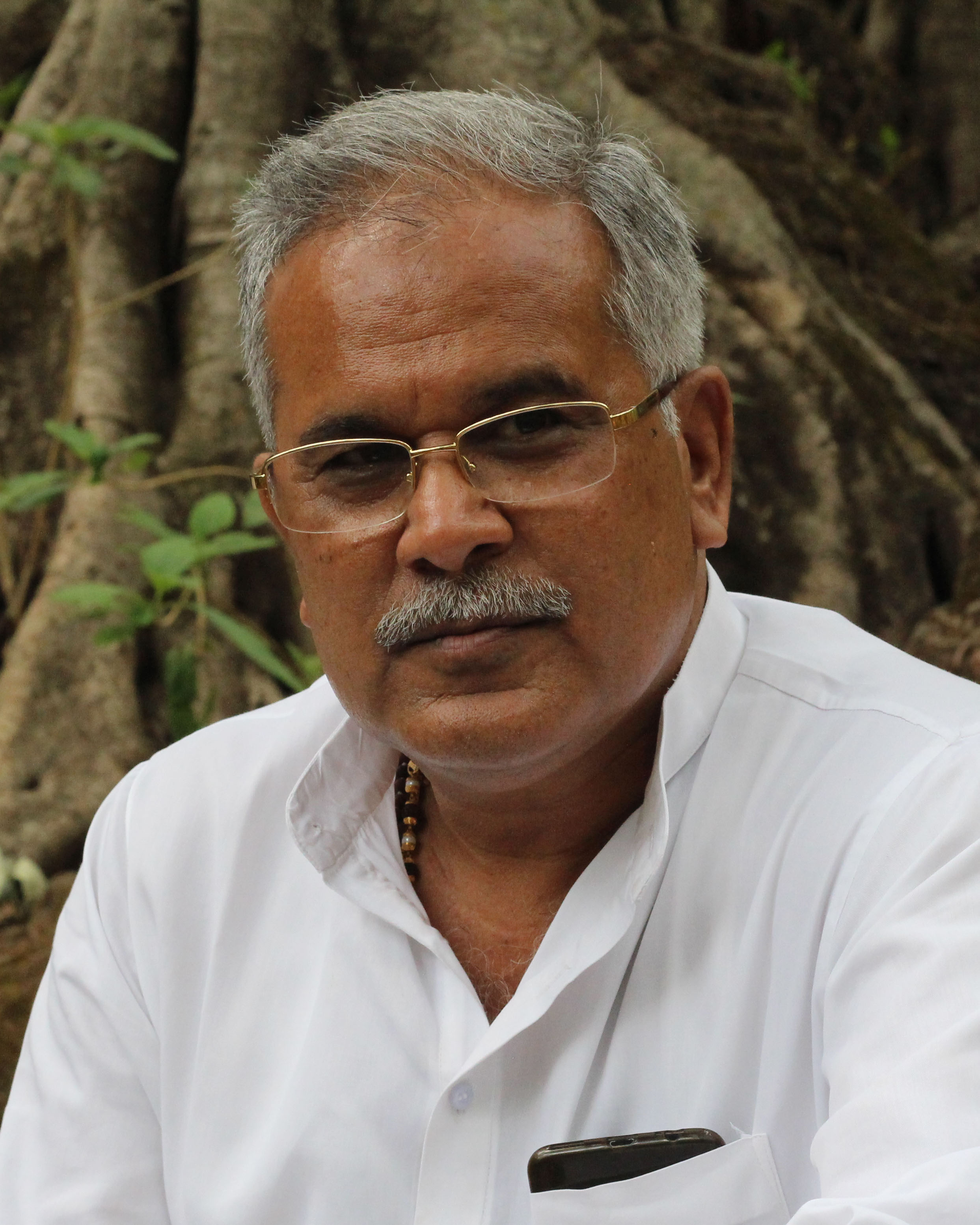
Bhupesh Baghel im Juni 2018

Bhupesh Baghel (Hindi भूपेश बघेल, * 23. August 1961 im Distrikt Durg, damals Madhya Pradesh, heute Chhattisgarh, Indien) ist ein Politiker des Indischen Nationalkongresses. Er ist seit dem 17. Dezember 2018 Chief Minister des Bundesstaats Chhattisgarh.

## Biografie
Bhupesh Baghel wurde in eine bäuerliche Hindu-Familie im Distrikt Durg im Zentrum von Chhattisgarh (damals noch zu Madhya Pradesh gehörig) geboren. Seine Familie gehört zur Bevölkerungsgruppe der Kurmi, die in Chhattisgarh etwa 14 Prozent der Bevölkerung ausmacht und staatlicherseits zu den Other Backward Classes (OBC) gerechnet wird.
Im Jahr 1986 trat Baghel dem Indian Youth Congress, der Jugendorganisation der Kongresspartei bei. 1993 gewann er als Kandidat der Kongresspartei den Wahlkreis 164-Patan bei der Parlamentswahl in Madhya Pradesh. Den Wahlkreis konnte er bei der darauffolgenden Wahl 1998 behaupten. In der Regierung unter Chief Minister Digvijay Singh wurde er 1999 Transportminister. Nachdem im Jahr 2000 der neue Bundesstaat Chhattisgarh aus den östlichen Distrikten Madhya Pradeshs gebildet worden war, setzte Baghel seine politische Laufbahn in Chhattisgarh fort. In der Regierung von Ajit Jogi, des ersten Chief Ministers von Chhattisgarh, amtierte er von 2000 bis 2003 als Finanzminister. Bei der Wahl 2003 zum Parlament von Chhattisgarh gewann er erneut seinen Wahlkreis 78-Patan. Die Wahl ging allerdings insgesamt für die Kongresspartei verloren, Baghel verlor sein Ministeramt und die folgenden 15 Jahre wurde der Bundesstaat von der Bharatiya Janata Party (BJP) unter Chief Minister Raman Singh mit absoluter Mehrheit regiert. Bei der Wahl zum Parlament von Chhattisgarh 2008 verlor Baghel auch seinen seit 1993 gehaltenen Wahlkreis 62-Patan knapp an den BJP-Gegenkandidaten. Er kandidierte daraufhin im Folgejahr bei der Wahl zur Lok Sabha im Wahlkreis 8-Rajpur, unterlag dort aber ebenfalls dem BJP-Kandidaten mit 307.000 zu 365.000 Stimmen. Zwischen 2009 und 2013 war Baghel ohne Parlamentsmandat. Bei den Wahlen zum Parlament von Chhattisgarh 2013 und 2018 gewann er jedoch wieder seinen alten Wahlkreis 62-Patan.
Am 25. Mai 2013 verübten maoistische Terroristen (Naxaliten) einen Anschlag auf einen Konvoi von führenden Kongresspartei-Politikern in der Umgebung von Jagdalpur im Osten von Chhattisgarh. Bei dem Anschlag, an dem nach Berichten bis zu 250 Naxaliten beteiligt waren, kamen führende Politiker der Kongresspartei ums Leben, darunter Nand Kumar Patel, der Parteivorsitzende in Chhattisgarh, dessen Sohn, sowie der frühere Parteivorsitzende Mahendra Karma und Ex-Außenminister Vidya Charan Shukla. Die Kongresspartei war damit wenige Tage vor der Parlamentswahl in Chattisgarh weitgehend ihrer Führungsriege im Bundesstaat beraubt worden. Im Oktober 2014 wurde Baghel zum neuen Parteiführer der Kongresspartei in Chhattisgarh gewählt.
Bei der Parlamentswahl in Chhattisgarh am 12. und 20. November 2018 erzielte die Kongresspartei einen überzeugenden Wahlsieg. Sie gewann 68 der 90 Wahlkreise, während die bislang regierende BJP nur auf 15 kam. Am 16. Dezember 2018, nach Bekanntwerden des Wahlergebnisses, nominierten die Führungsgremien der Kongresspartei Bhupesh Baghel als den Kandidaten der Kongresspartei für das Amt des künftigen Chief Ministers. Am 17. Dezember 2018 wurde Baghel als neuer Chief Minister von Chhattisgarh vereidigt.

### Kontroversen
Im Mai 2017 nahm das Economic Offences Wing (EOW), eine Sonderbehörde zur Untersuchung von Korruptionsfällen und Wirtschaftskriminalität, Ermittlungen gegen Baghel und Familienangehörige wegen vermeintlicher Unregelmäßigkeiten bei der Landvergabe auf. Baghel bestritt die Vorwürfe und bezeichnete sie als politisch motiviert.
Im Vorfeld der Parlamentswahl 2018 in Chhattisgarh tauchte eine Video-CD auf, die den damaligen Minister für öffentliche Arbeiten in Chhattisgarh, Rajesh Munat (BJP) bei sexuellen Aktivitäten zeigte. Schnell wurde jedoch klar, dass es sich dabei um eine Fälschung handelte, bei der das Gesicht des Ministers auf das des eigentlichen Akteurs gemorpht worden war. Das CBI nahm Ermittlungen auf und diese führten zu Kailash Murarka, einem BJP-Parteikollegen, der beschuldigt wurde, über Mittelsmänner die Anfertigung der CD in Mumbai in Auftrag gegeben zu haben. Murarka tauchte danach unter und wurde aus der BJP ausgeschlossen. Im Zuge der Ermittlungen wurde auch Baghel beschuldigt, mit den Mittelsmännern in Kontakt gewesen zu sein. Baghel wurde für 14 Tage in Haft genommen, beteuerte jedoch seine Unschuld und lehnte auch die Haftentlassung gegen Kaution ab.